# Het Zesde Metaal
Het Zesde Metaal is een Belgische band met Wannes Cappelle als frontman.

## Biografie
Het Zesde Metaal werd opgericht in 2005 door Wannes Cappelle met een eerste concert in juni. Dat zelfde jaar speelde band op het Oostendse (theater)festival Theater aan Zee en werd er Laureaat Jong Muziek, samen met Lora Zenn. De band telt in totaal 5 leden.
In 2006 bracht de band een eerste demo uit. Er volgden optredens op Ten Vrede, De Brakke Grond, Marktrock en Festival Dranouter (toen nog Folk Dranouter). Het Zesde Metaal speelde ook het voorprogramma van Bob Geldof in de Ancienne Belgique.

In april 2008 kwam hun eerste single Keuning van de jacht uit, samen met de clip, gemaakt door de IJslandse vrouw van Cappelle Alda Berglind Égilsdóttir.

### Akattemets (2008)
De band ging samenwerken met producer Peter Vermeersch, die onder meer samenwerkte met Flat Earth Society, Mad Dog Loose en dEUS. Deze samenwerking resulteerde in 2008 in het debuutalbum Akattemets. Op 10 april 2008 vond de cd-voorstelling van hun eerste full-cd Akattemets plaats in Club Terminus in Oostende. Naar aanleiding van dit album nodigt Raymond van het Groenewoud Cappelle uit voor zijn Radio 1 Sessie.

Wannes Cappelle werkte vervolgens mee als gitarist en toetsenist in de Nederlandse band Roosbeef, de band rond Roos Rebergen.

### Ploegsteert (2012)
In 2012 bracht Het Zesde Metaal het album Ploegsteert uit, geproduceerd door Robin Aerts en verwijzend naar het gelijknamige Henegouwse dorp, met daarop een nummer over wijlen Frank Vandenbroucke, wonderkind en wielrenner. Op 16 februari 2012 werd het album voorgesteld in de AB en werd later bekroond met een gouden plaat.
Na het uitbrengen van Ploegsteert ging Het Zesde Metaal weer op tournee, met strijkers en zangeres Roos Rebergen van Roosbeef. Op het album Live in Brugge werden enkele  opnames van deze tournee uitgebracht. Cappelle ging opnieuw solo op tijdens de Zonder Niemand-tournee en bundelde tussendoor oud en nieuw werk op de EP Ip min knieën. Het gelijknamige nummer werd als single uitgebracht.
Op 16 december 2017 werd het nummer Ploegsteert nummer 1 in de Belpop 100 van Radio 1 (Vlaanderen).

### Nie Voe Kinders (2014)
In 2014 kwam het album Nie Voe Kinders uit onder productie van Jo Francken. De singles Dag Zonder Schoenen en Gie, den Otto en Ik werden gretig opgepikt door de Vlaamse radiostations. Tijdens de Radio 1 Sessies van 2016, waar Het Zesde Metaal curator was, werd aan de band een gouden plaat overhandigd. Van het album Nie Voe Kinders werden meer dan 10.000 exemplaren verkocht.
Eind 2014 toerde Wannes Cappelle samen met schrijfster Griet Op de Beeck doorheen Vlaanderen. In de productie Wie Zal Ons Redden zochten ze samen naar antwoorden op serieuze vragen. Zij las voor uit eigen werk, hij zong solo de songs van Het Zesde Metaal.

### Calais (2016)
Calais is het vierde album van Het Zesde Metaal. De plaat verscheen op 11 november 2016 en werd voorafgegaan door een releaseshow in zaal Lux in Gent. De week nadien was Het Zesde Metaal curator van de derde avond van de Radio 1 sessies. Onder de gastmuzikanten bevonden zich onder meer Koen Wauters van Clouseau, Johannes Verschaeve van The Van Jets, Tamino (winnaar van de Nieuwe Lichting 2017) en Lara Chedraoui van Intergalactic Lovers.
Vanaf februari 2017 ging de band op tournee door heel Vlaanderen.

## Bezetting
De groep bestond lang uit Wannes Cappelle (zang, gitaar) en een wisselende bezetting. Na "Ploegsteert" tot en met 2023 is bezetting (Filip Wauters, Tom Pintens (overleden in  2023), Robin Aerts en Tim Van Oosten) ongewijzigd gebleven. Nadat Tom Pintens overleed en Robin Aerts uit de band stapte, werden zij in 2024 vervangen door respectievelijk Kasper Cornelus en Sander Verstraete.

In het verleden speelden de volgende muzikanten mee:

### Demo (2006)
- Jan Bulckaen (el. gitaar)
- Jan Despiegelaere / Bart Parmentier (basgitaar)
- Jan Lernout (drums)
- Jan Cappelle (toetsen)
- Rik Lefevere (gitaren, mandoline)
- Sophie Van Everdingen (backing vocals)
- Ellen Schoenaerts (backing vocals)

### Akattemets (2008)
- Joris Caluwaerts (toetsen)
- Bert Huysentruyt (drums, percussie, trompet)
- Yannick Peeters (contrabas, basgitaar)
- Liesa Van der Aa (viool, backing vocals)
- Geert Hellings (el. & ak. gitaar)

### Ploegsteert (2012)
- Tom Pintens (piano)
- Tim Vandenbergh (contrabas, basgitaar)
- Filip Wauters (el. gitaar, lapsteel, pedal steel)
- Bert Huysentruyt (drums, percussie, trompet)
- Frans Grapperhaus (cello)
- Rik Lefevere (mandoline)
- Geert Hellings (ak. gitaar)
- Lot Vandekeybus (eufonium)
- Sarah Buts (backing vocals)
- Robin Aerts (programmering)

### Clubtour Ploegsteert (2012)
- Robin Aerts (basgitaar)
- Tom Pintens (toetsen)
- Filip Wauters (el. gitaar, lapsteel, pedal steel) / Philipp Weies (el. gitaar)
- Tim Van Oosten (drums)
- Roos Rebergen (backing vocals)

### Theatertour Ploegsteert (2012-2013)
- Frans Grapperhaus (cello)
- Marc Pijpops (altviool)
- Wietse Beels (viool)
- Yannick Peeters (contrabas)
- Roos Rebergen (zang, backing vocals)

### Nie Voe Kinders (2014), Calais (2016), Skepsels (2019) en Het Langste Jaar (2024)
- Robin Aerts (basgitaar)
- Tom Pintens (toetsen, el. gitaar)
- Filip Wauters (el. gitaar, lapsteel, pedal steel)
- Tim Van Oosten (drums)

## Discografie

### Albums
| Album met hitnotering(en) in de Vlaamse Ultratop 200 albums | Datum van verschijnen | Datum van binnenkomst | Hoogste positie | Aantal weken | Opmerkingen   |
| ----------------------------------------------------------- | --------------------- | --------------------- | --------------- | ------------ | ------------- |
| Akattemets                                                  | 11-04-2008            | 26-04-2008            | 82              | 2            |               |
| Ploegsteert                                                 | 17-02-2012            | 25-02-2012            | 7               | 63           | Goud          |
| Nie voe kinders                                             | 10-11-2014            | 15-11-2014            | 7               | 52           | Goud          |
| Calais                                                      | 11-11-2016            | 19-11-2016            | 3               | 74           | Goud          |
| Het beste metaal                                            | 09-11-2018            | 17-11-2017            | 3               | 27           | Verzamelalbum |
| Skepsels                                                    | 08-11-2019            | 16-11-2019            | 5               | 27           |               |
| Live 2020                                                   | 14-05-2021            | 06-11-2022            | 2               | 2            |               |
| Wachten                                                     | 04-03-2022            | 12-03-2022            | 6               | 3            |               |
| Het langste jaar                                            | 19-01-2024            | 27-01-2024            | 1               | 5            |               |

### Singles
| Single met hitnotering(en) in de Vlaamse Ultratop 50 | Datum van verschijnen | Datum van binnenkomst | Hoogste positie | Aantal weken | Opmerkingen                                          |
| ---------------------------------------------------- | --------------------- | --------------------- | --------------- | ------------ | ---------------------------------------------------- |
| Ploegsteert                                          | 2012                  | 03-03-2012            | Tip 27          | -            |                                                      |
| Ip min knieën                                        | 2013                  | 19-10-2013            | Tip 66          | -            |                                                      |
| In Vlaamse velden                                    | 2014                  | 18-01-2014            | Tip 24          | -            |                                                      |
| Dag zonder schoenen                                  | 2014                  | 20-09-2014            | Tip 36          | -            | Nr. 16 in de Vlaamse Top 50                          |
| Gie, den otto en ik                                  | 2014                  | 17-01-2015            | Tip 16          | -            | Nr. 8 in de Vlaamse Top 50                           |
| Nie voe kinders                                      | 17-11-2014            | 02-05-2015            | Tip 75          | -            | Nr. 38 in de Vlaamse Top 50                          |
| Niets doen is geen optie                             | 25-09-2015            | 10-10-2015            | Tip 32          | -            | Nr. 12 in de Vlaamse Top 50                          |
| Naar de wuppe                                        | 16-09-2016            | 03-12-2016            | 50              | 1            | Nr. 4 in de Vlaamse Top 50                           |
| Liefde                                               | 13-02-2017            | 25-02-2017            | Tip 19          | -            | Nr. 11 in de Vlaamse Top 50                          |
| Tid van ton                                          | 2019                  | 21-09-2019            | Tip 3           | -            | Nr. 4 in de Vlaamse Top 50                           |
| Ouder komen                                          | 2019                  | 09-11-2019            | Tip             | -            | Nr. 43 in de Vlaamse Top 50                          |
| De onvolledigen                                      | 2019                  | 16-11-2019            | Tip 19          | -            | met Stefanie Callebaut / Nr. 15 in de Vlaamse Top 50 |
| Andere mens                                          | 2020                  | 18-04-2020            | Tip 15          | -            | Nr. 13 in de Vlaamse Top 50                          |
| Stempel                                              | 2020                  | 01-08-2020            | Tip 34          | -            | Nr. 15 in de Vlaamse Top 50                          |
| Geef mie nen dag                                     | 2021                  | 13-03-2021            | Tip 5           | -            | Nr. 9 in de Vlaamse Top 50                           |

## Tracklist albums

### Akattemets
'Akattemets' is de eerste full-cd van Het Zesde Metaal, uitgekomen in 2008 bij Petrol, geproduceerd door Peter Vermeersch.
Tracklist:
1. "Est miskien"
2. "Appartementje"
3. "Akattemets"
4. "Keuning van jacht"
5. "Arrie"
6. "Cowboy en indiaan"
7. "Lore"
8. "Simpel"
9. "Spreek maar af"
10. "Ik haat u nie"
11. "Gasten"
12. "Peis je nog aan mie"

### Ploegsteert
'Ploegsteert' is het tweede album van Het Zesde Metaal dat verscheen in 2012. De titelsong van het album refereert aan het dorp Ploegsteert en gaat over wielrenner Frank Vandenbroucke. De cd werd geproduceerd door Robin Aerts.
Tracklist:
1. "Last van u"
2. "Ploegsteert"
3. "Ier bie oes"
4. "Broers"
5. "Vanonder"
6. "Verhus"
7. "In de plaaster"
8. "Ge zwiegt"
9. "Oe est meuglijk"
10. "Benauwd"
11. "Met drie"

### Nie Voe Kinders
'Nie Voe Kinders' is het derde album van Het Zesde Metaal. Het verscheen op 10 november 2014.
Tracklist:
1. "Bouwt Ip Mie"
2. "Nie Voe Kinders"
3. "Ip Min Knieën"
4. "Vakskes"
5. "Gie, Den Otto En Ik"
6. "Dag Zonder Schoenen"
7. "Genezen"
8. "Toe Nu Maar"
9. "Ik Ga Nie Storen"
10. "Zet Mie Af"

### Calais
'Calais' is de vierde full-cd van Het Zesde Metaal, uitgekomen in 2016.
Tracklist:
1. "Liefde"
2. "Naar De Wuppe"
3. "Paradis"
4. "Monsters"
5. "De Vrede (Weet Je Nog?)"
6. "Onderbemand"
7. "Calais"
8. "Nie Gezond"
9. "Achter Zoveel Jaar"

### Skepsels
'Skepsels ' is het vijfde album van Het Zesde Metaal. Het verscheen op 8 november 2019.
Tracklist LP:
1. "Kom Bie Mie"
2. "Andere Mens"
3. "Houd Mie Dichte"
4. "Da Besta Nie"
5. "Tid Van Ton"
6. "A Je Mie Mist"
7. "Reden Genoeg"
8. "Jèn"
9. "De Onvolledigen (feat. Stefanie Callebaut)"
10. "Ouder Komen"

Tracklist CD:
1. "Kom Bie Mie"
2. "Andere Mens"
3. "Houd Mie Dichte"
4. "Stempel"
5. "Da Besta Nie"
6. "Tid Van Ton"
7. "A Je Mie Mist"
8. "Reden Genoeg"
9. "Jèn"
10. "Slaven Van Het Leven"
11. "De Onvolledigen (feat. Stefanie Callebaut)"
12. "Intro"
13. "Ouder Komen"

### Wachten
'Wachten' is het zesde album van Het Zesde Metaal. Het verscheen op 4 maart 2022.
Tracklist:
1. "Liefde"
2. "Gasten"
3. "De Onvolledigen"
4. "Wachten"
5. "Genezen"
6. "Gelijk Hoe"
7. "Houd Mie Dichte"
8. "Ik Ga Nie Storen"

### Het Langste Jaar
'Het Langste Jaar' is het zevende album van Het Zesde Metaal. Het verscheen op 19 januari 2024.
Tracklist:
1. "Nog Maar Begonnen"
2. "Den Tijd Die Ons Nog Rest"
3. "De Storm"
4. "Alles Moet Veranderen"
5. "Moeder Aarde"
6. "Geweun Nen Dag"
7. "De Zaden Van Morgen"
8. "Het Langste Jaar"